# Alfonso Caso y Andrade
Alfonso Caso y Andrade (* 1. Februar 1896 in Mexiko-Stadt; † 30. November 1970 ebenda) war ein mexikanischer Archäologe und Rektor der Universidad Nacional Autónoma de México (UNAM). Er machte sich im Bereich der präkolumbischen Forschungen in seiner Heimat verdient und war der Ansicht, dass die systematische Erforschung der präkolumbischen Zivilisation für das Verständnis der kulturellen Wurzeln Mexikos von Bedeutung sei.

## Biografie
Caso, der zur „Generation von 1915“ gehört, studierte zunächst an der Escuela Nacional de Jurisprudencia, graduierte dort 1918 im Fach Philosophie und war ab 1919 Rechtsanwalt, nach einem weiteren Studium an der Escuela Nacional de Altos Estudios 1925 Archäologe.
Beginnend ab 1918 unterrichtete er auch verschiedene Fächer an diesen Hochschulen bzw. mit deren Zuordnung als Fakultäten der UNAM sowie an der Escuela Nacional de Antropología e Historia (ENAH), von 1918 bis 1928 Epistemologie und bis 1939 Rechtsphilosophie, von 1929 bis 1943 Mexikanische Archäologie und von 1930 bis 1933 Allgemeine Ethnologie. Unter anderem war er ab 1930 Direktor des Instituto de Investigaciones Sociales, von 1933 bis 1934 Leiter des Departao de Arqueología, Historia y Etnografía und von 1939 bis 1944 Direktor des Instituto Nacional de Antropología e Historia (INAH). Am 8. April 1943 wurde er Mitglied des Colegio Nacional. Von 1944 bis 1945 war er Rektor der UNAM. Unter seiner Führung verabschiedete der Universitätsrat das Organgesetz (Ley Orgánica), mit dem die Autonomie der Universität gefestigt wurde. Von 1947 bis 1949 war er Minister für nationale Güter und administrative Inspektion. Er war Mitbegründer des Instituto Nacional Indigenista, der Vorgängerinstitution der Comisión Nacional para el Desarrollo de los Pueblos Indígenas, und leitete das Institut als Direktor von 1949 bis 1970.
Caso leitete von 1931 bis 1943 die archäologischen Untersuchungen in der Region um Monte Albán. Dabei gelang ihm die Entdeckung von
Grab 7, dessen reiche Beigaben im Nationalmuseum für Anthropologie (Mexiko) zu sehen sind. Er veröffentlichte mehrere Werke über die mesoamerikanischen Urvölker und wurde mit dem nationalen Wissenschaftspreis ausgezeichnet. 1943 wurde er in die National Academy of Sciences, 1952 in die American Academy of Arts and Sciences gewählt. 1968 wurde er korrespondierendes Mitglied der British Academy.

## Werke (Auswahl)
- El teocallí de La Guerra Sagrada (Monografie, 1927)
- Las estelas zapotecas (1928)
- La religión de los aztecas (1936)
- Las exploraciones de Monte Albán, (3 Bände, 1931–1937)
- Calendario y escritura de las antiguas culturas de Monte Albán (1947)
- El mapa de Teozacoalco (1949)
- El pueblo del Sol (1953)
- Interpretación del Códice Gómez de Orozco (1954)
- Urnas de Oaxaca (1956)
- Los calendarios prehíspánicos (1967)
- El tesoro de Monte Albán (1969)
- Reyes y reinos de la Mixteca (2 Bände, 1977–1979)